# Swag (YG)
Swag è un singolo del rapper statunitense YG, pubblicato il 10 luglio 2020 su etichetta Def Jam.

## Tracce
1. Swag – 2:33